# Gongrocnemis unicolor
Gongrocnemis unicolor är en insektsart som beskrevs av Brunner von Wattenwyl 1895. Gongrocnemis unicolor ingår i släktet Gongrocnemis och familjen vårtbitare. Inga underarter finns listade i Catalogue of Life.